# Nem as Enfermeiras Escapam
Nem as Enfermeiras Escapam é um filme brasileiro de 1977, com direção de André José Adler.

## Elenco
- Kamal Bacarat… Enfermeiro
- Mário Benvenutti… Diretor do Hospital
- Hugo Bidet… Médico
- Carlos Bucka… Dracula
- Ana Cunha
- Sérgio Cunha
- Oswaldo D'ávila… Médico
- Durval de Souza… Adolfo
- Cecílio Giglioti
- Sérgio Hingst… Dr. Marhaság
- Mário Jorge… Repórter da TV
- Viana Júnior… Cacique Machu Paka
- Carlos Koppa… Enfermeiro
- Christina Kristner… Doutora
- Marivalda… Ninfomaníaca
- Marta Moyano… Enfermeira
- Maria Luiza Müller
- Cavagnole Neto… Médico
- Armando Paschoallin
- Alaide Peyton… Enfermeira
- Fernando Reski… Detetive "Carmen Miranda"
- Célia Ribeiro
- Neide Ribeiro… Enfermeira
- Maria do Roccio… Noiva
- Sérgio Ropperto… Sádico
- Crayton Sarzy… Homem-Galinha
- Cleide Singer
- José Júlio Spiewak
- Marthié Synara